# CP建物部品
CP建物部品（シーピーたてものぶひん）は、財団法人全国防犯協会連合会が運営する「防犯性能の高い建物部品の開発、普及に関する官民合同会議」の定めた基準に基づき、性能試験等を経て、一定の防犯性能があると評価された、錠、ガラス、ドア、サッシ、シャッター等の製品である。また、その認定マークの名でもある。認定製品は、目録として公開されている。
ただし、かつて警察庁が独自に制定した「警察庁優良防犯機器型式認定基準」準拠錠（CP錠）と、財団法人全国防犯協会連合会が主催した「優良住宅用開きとびら錠等の型式認定」制度に基づいた「CP-Cシリンダー」とは、直接関連ない。